# عوض (حبيش)

تعديل مصدري - تعديل

عوض هي إحدى قرى عزلة العارضة بمديرية حبيش التابعة لمحافظة إب، بلغ تعداد سكانها 91 نسمة حسب تعداد اليمن لعام 2004.